# Лоранс де Кар
Лора́нс де Кар (фр. Laurence des Cars; нар. 13 червня 1966) — французька історикиня мистецтва, чинна президент Музею Орсе і Музею оранжереї в Парижі.
26 травня 2021 року була призначена президентом та директором Лувру, починаючи з 1 вересня 2021 року.

## Біографія
Лоранс Елізабет де Перюс Де Кар — дочка журналіста та письменника Жана де Кара та онука письменника Гі де Кара.
Вона вивчала історію мистецтва в Паризькому університеті IV та в Школі Лувру, пізніше — в Національній школі культурної спадщини. По закінченні 1994 року одеражала місце кураторки в Музеї Орсе, де пропрацювала до 2007 року. .
Спеціалізувається на вивченні мистецтва XIX століття і початку XX століття, викладачка Луврської школи, була куратором численних виставок: «Походжження світу, навколо шедевра Курбе»; «Жан-Поль Лорен, художник історії»; «Едвард Берн-Джонс» ; «Курбе і Комуна»; «Томас Ікінс, американський реаліст»; «Едуар Вюйяр»; «Гюстав Курбе»; «Жан-Леон Жером», ; «Лувр Абу-Дабі, народження музею» ; «Атакуйте сонце. Вшанування маркіза де Сада»; «Аполлінер, погляд поета»; «Американський живопис 30-х років».
Вона також є авторкою численних ілюстрованих есеїв.
Вона була призначена науковим керівником агентства «Франція-Музей» у липні 2007 року, а також відповідальною за розробку Лувру в Абу-Дабі. 2011 року увійшла до складу загальних кураторів культурної спадщини, у січні 2014 року була призначена директором Музею оранжерії ,,.
Відповідно до указу від 27 лютого 2017 року вона була призначена президентом Республіки Франсуа Оландом, президентом Музею Орсе і Музею оранжерії з 15 березня 2017 року ,.
Лоранс де Кар призначена президентом та директором Лувру з 1 вересня 2021 року. Є першою жінкою, яка обійняла цю посаду, на якій стане наступницею нинішнього президента та директора Лувру Жана-Люка Мартінеса.

## Публікації
- Les Préraphaélites. Découvertes Gallimard. Paris: Gallimard et Réunion des musées nationaux. 01 1999. с. 128. ISBN 2070534596.
- Jean-Léon Gérôme. Découvertes Gallimard Hors série. Paris: Gallimard et Musée d'Orsay. 10 2010. с. 48. ISBN 9782070130672.
- Le Petit Dictionnaire Vallotton en 21 obsessions, RMN Grand Palais, 2013

### У співпраці або під керівництвом
- Henri Loyrette (dir.), L'Art français, le XIXe siècle, en collaboration avec Sébastien Allard, Flammarion, 2008
- des Cars, Laurence (04 2013). Louvre Abu Dhabi. Catalogue d'exposition. Paris: Louvre éditions et [Éditions Flammarion. с. 320. ISBN 978-2-08123-237-2.